# Manče
Manče falu Szlovéniában, a Goriška statisztikai régióban. Közigazgatásilag Vipavához tartozik.

## Temploma
A Szent Márton tiszteletére 1990-ben emelt temploma magánkézben van.

## Híres személyek
A településhez köthető Marko Natlačen (1886–1942), politikus személye.

## Fordítás
- Ez a szócikk részben vagy egészben  a   Manče című angol Wikipédia-szócikk ezen változatának fordításán alapul.  Az eredeti cikk szerkesztőit annak laptörténete sorolja fel. Ez a jelzés csupán a megfogalmazás eredetét és a szerzői jogokat jelzi, nem szolgál a cikkben szereplő információk forrásmegjelöléseként.